# Hans-Helmut Anschütz
Hans-Helmut Anschütz (27 de junho de 1923 - ) foi um comandante de U-Boot que serviu na Kriegsmarine durante a Segunda Guerra Mundial.

## Carreira militar

### Patentes
| Offiziersanwärter    | 1 de janeiro de 1941  |
| Fähnrich zur See     | 1 de dezembro de 1941 |
| Oberfähnrich zur See | 1 de outubro de 1942  |
| Leutnant zur See     | 1 de julho de 1943    |
| Oberleutnant zur See | 1 de janeiro de 1945  |

### Condecorações
| Cruz de Ferro 2ª Classe     | 1942                  |
| Badge de Guerra dos U-Boots | 4 de dezembro de 1943 |